# Portoryko na Zimowych Igrzyskach Olimpijskich 2022
Portoryko na Zimowych Igrzyskach Olimpijskich 2022 – występ kadry sportowców reprezentujących Portoryko na igrzyskach olimpijskich, które odbyły się w Pekinie, w Chińskiej Republice Ludowej, w dniach 4-20 lutego 2022 roku.
Reprezentacja Portoryko liczyła dwoje zawodników – kobietę i mężczyznę.
Był to ósmy start Portoryko na zimowych igrzyskach olimpijskich.

## Reprezentanci

### Narciarstwo alpejskie
| Zawodnik         | Konkurencja            | 1 przejazd | 1 przejazd | 2 przejazd | 2 przejazd | Łącznie | Łącznie | Źródło |
| Zawodnik         | Konkurencja            | Czas       | Pozycja    | Czas       | Pozycja    | Czas    | Pozycja | Źródło |
| ---------------- | ---------------------- | ---------- | ---------- | ---------- | ---------- | ------- | ------- | ------ |
| William Flaherty | slalom mężczyzn        | 1:09,86    | 51.        | 1:02,57    | 42.        | 2:12,43 | 44.     | [ 1 ]  |
| William Flaherty | slalom gigant mężczyzn | 1:20,16    | 40.        | 1:21,26    | 38.        | 2:41,42 | 40.     | [ 1 ]  |

### Skeleton
| Zawodniczka  | Konkurencja  | 1. przejazd | 1. przejazd | 2. przejazd | 2. przejazd | 3. przejazd | 3. przejazd | 4. przejazd | 4. przejazd | Suma    | Suma    | Źródło |
| Zawodniczka  | Konkurencja  | Czas        | Miejsce     | Czas        | Miejsce     | Czas        | Miejsce     | Czas        | Miejsce     | Czas    | Miejsce | Źródło |
| ------------ | ------------ | ----------- | ----------- | ----------- | ----------- | ----------- | ----------- | ----------- | ----------- | ------- | ------- | ------ |
| Kellie Delka | ślizg kobiet | 1:04,83     | 24.         | 1:04,47     | 24.         | 1:04,55     | 24.         | NQ          | NQ          | 3:13,85 | 24.     | [ 2 ]  |